# Hoek (Terneuzen)
Hoek (Zeeuws: D'n Noek) is een dorp in de gemeente Terneuzen, in de Nederlandse provincie Zeeland. Het dorp, in de regio Zeeuws-Vlaanderen, heeft 2.895 inwoners (2023).

## Etymologie
Aangenomen wordt dat de naam 'Hoek' afkomstig is van de ligging op de kruising van drie dijken, nu Molendijk, Langestraat en Noordstraat (in de volksmond "Noordiek" genoemd). Maar volgens de Historie der Hervormde Kerke te Gent uit 1756, p. 60, dankt het dorp zijn naam aan de ligging op de hoek van het land van Axel en Neuzen (de hoek van het eiland).

## Geschiedenis
Hoek ontstond in de 17e eeuw. In 1542 werd de Lovenpolder ingedijkt. In 1545 volgde de Koudenpolder en in 1616 de Oud-Westenrijkpolder. Op de hierdoor ontstane driesprong van dijken ontwikkelde zich Hoek.
In 1588 werd het Mauritsfort opgericht, aan de oever van de Braakman, ten zuiden van de huidige kom, tegenover de vesting Philippine, die toen in Spaanse handen was en pas in 1633 door de Staatsen werd veroverd. In 1665 werd het door de aanleg van de Nieuw-Westenrijkpolder met het grondgebied van Hoek verbonden. Het fort deed overigens na de verovering van Philippine en de Vrede van Münster (1648) geen dienst meer en raakte in verval. In het wapen van Hoek is het Mauritsfort afgebeeld.
Hoek behoorde vanouds tot het Land van Axel, en is als zodanig overwegend protestants geworden.
Tot de gemeentelijke herindeling in 1970 was Hoek een zelfstandige gemeente. Binnen deze voormalige gemeente lag ook het voormalige dorp Vingerling.

## Bezienswaardigheden
- In Hoek staat een gerestaureerde stellingmolen, Windlust
- Protestantse kerk
- Gereformeerde kerk, verbouwd tot woonhuis
- Nederlandse Gereformeerde kerk (Hoek)
- Heilig Kruiskerk, verbouwd tot woonhuis
- Café de Molenhoek (vroeger 's Lands Welvaren) is een monumentaal pand op de Markt in Hoek

## Natuur en landschap
Hoek ligt in het zeekleipoldergebied op een hoogte van ruim 1 meter. Ten noorden van de kom ligt het natuurgebied Voorste Kreek en het Toorenbos en oostelijk daarvan de Achterste Kreek. Ten noorden daar weer van ligt het chemische complex van Dow Chemical en de Westerschelde. Ten westen van Hoek bevindt zich de Braakman welke, na inpoldering tot de Braakmanpolder, deels natuurgebied, deels recreatiegebied en deels landbouwgebied is. Hier ligt ook het Philippinekanaal. Voorts ligt, direct ten zuiden van de kom, het Mauritsfort met waterplassen De Nol en Valput.

## Evenementen
Hoek kent een aantal jaarlijks terugkerende evenementen. De Stichting d'Oekse Feesten organiseert naast de gebruikelijke Sinterklaas-intocht en Koningsdag activiteiten ook de vierdaagse Hoekse Feesten (met kermis) in het tweede weekend na Pinksteren. Het dorpshuis De Hoekse Rakkers presenteert jaarlijks het festival Denoek Rock (rond oktober) en in november het metal- en hardcorefestival Metal-Core, dat in 2009 zijn tienjarig jubileum vierde.

## Folklore
Tijdens de Franse overheersing werd door de bezetters de kerkklok van Hoek neergehaald en meegenomen om vlak buiten het dorp van de kar te vallen. De zware klok moest worden achtergelaten. Inwoners van Hoek danken hieraan tot vandaag de dag de zin "Hoek is van de karre gevallen" telkens wanneer er iets vreemds of grappigs gebeurt in het dorp.

## Trivia
- Hoewel inwoners van Hoek officieel Hoekenaren heten, noemen de bewoners zichzelf steevast Hoekenezen. Dat is daardoor de gangbare term.
- Ten noorden van Hoek ligt de Lovenpolder, waarin aan de voormalige zeearm de Braakman de buurtschap "Paradijs" of het "Perdies" ligt. Paradijs verkreeg enige bekendheid in Nederland door het item Op de lijn Tranendal-Paradijs in het televisieprogramma Man bijt hond.

## Sport
Het dorp is ook bekend vanwege de plaatselijke voetbalvereniging HSV Hoek, samen met Kloetinge en VV GOES de hoogst spelende voetbalverenigingen van de provincie Zeeland.
HSV Hoek heeft een lange geschiedenis op het hoogste Nederlandse amateurniveau (Hoofdklasse, later Topklasse en Tweede divisie).

## Bekende inwoners
- Karel Deddens (1924-2005), predikant, theoloog en zendeling (stond van 1951 tot 1956 als predikant in Hoek en woonde er ook aan het eind van zijn leven)

## Foto's

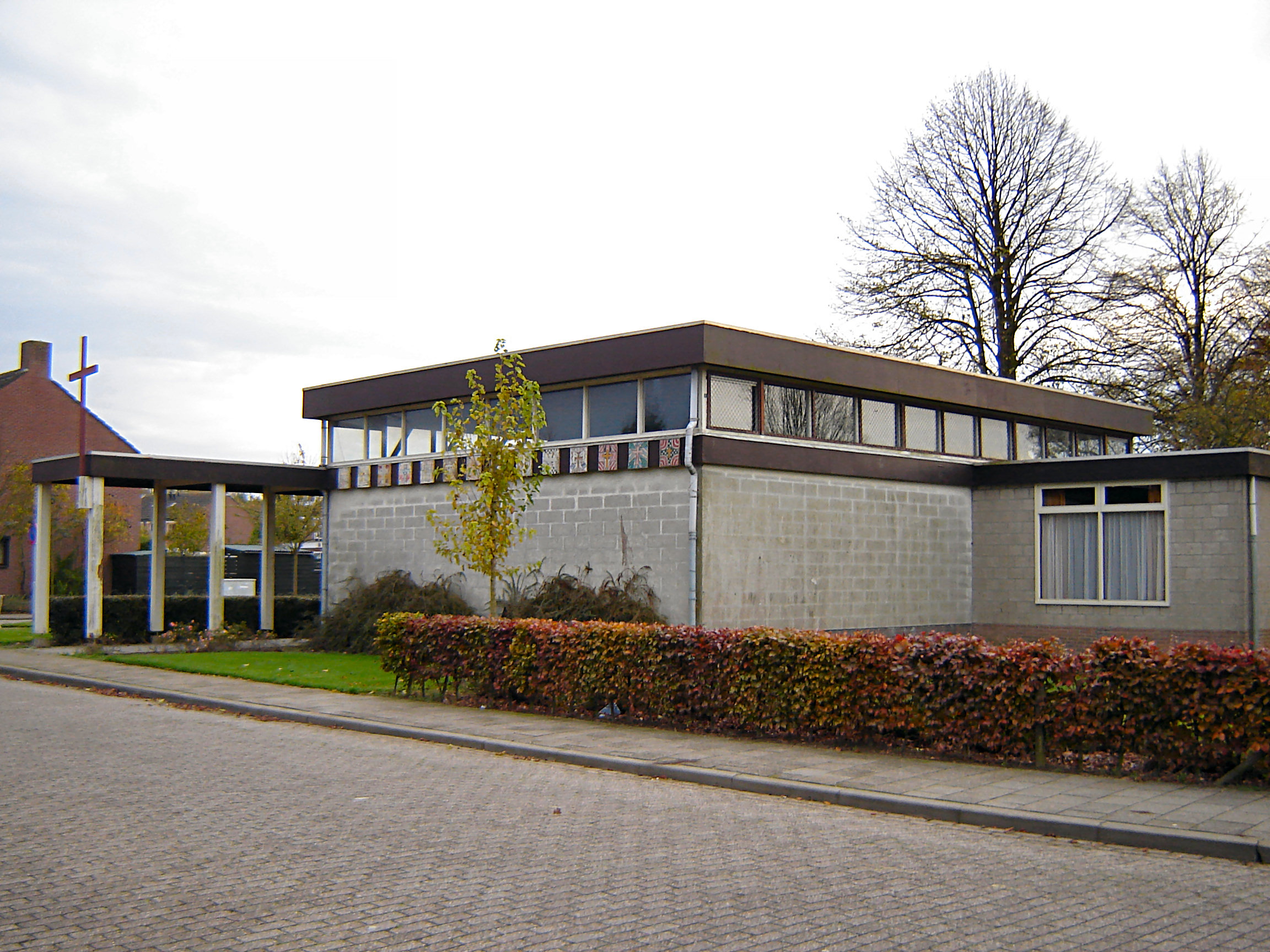
tot woonhuis verbouwde R.K. Heilig Kruiskerk
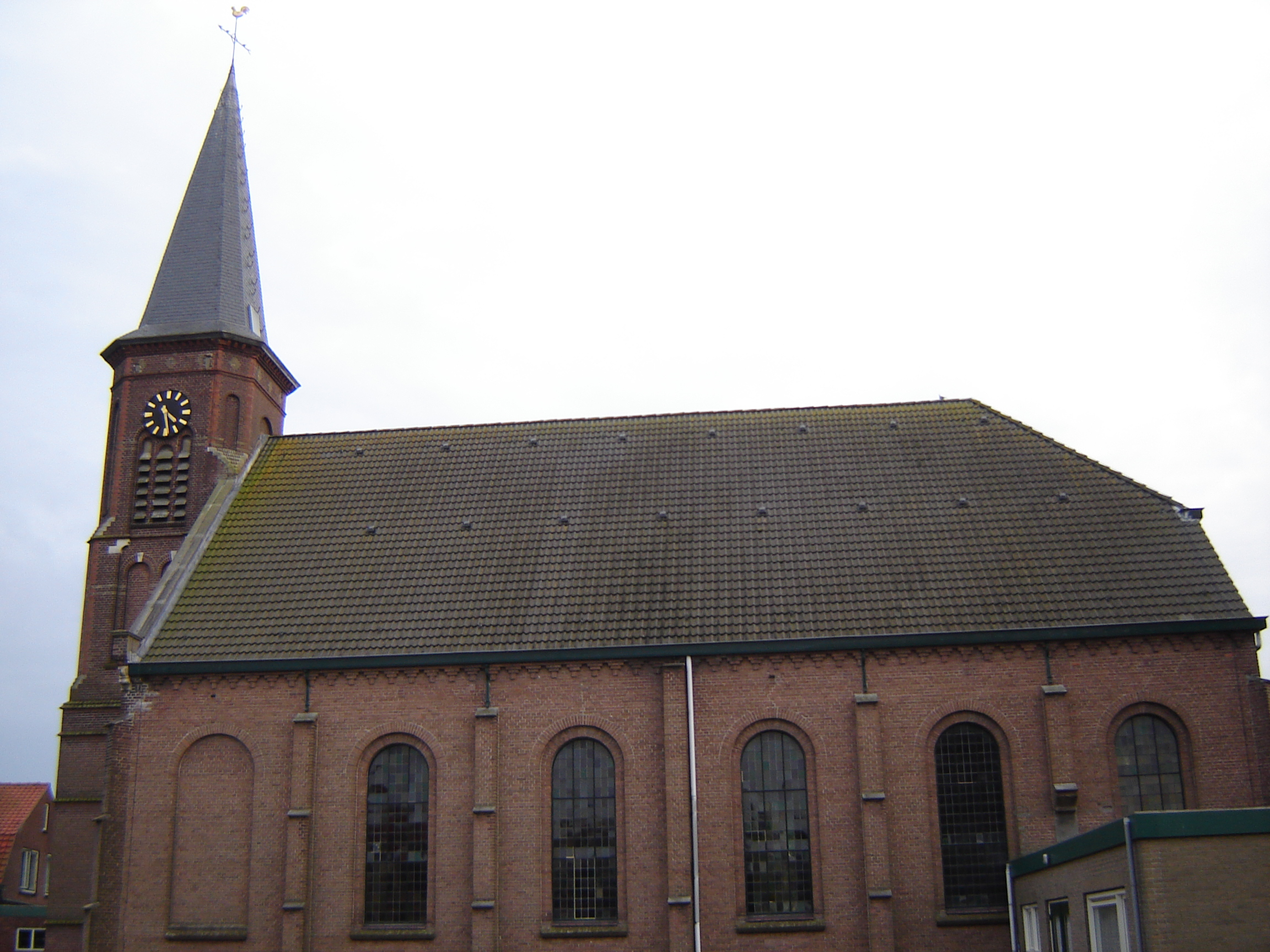
Nederlands Hervormde kerk voor de brand van begin 2015
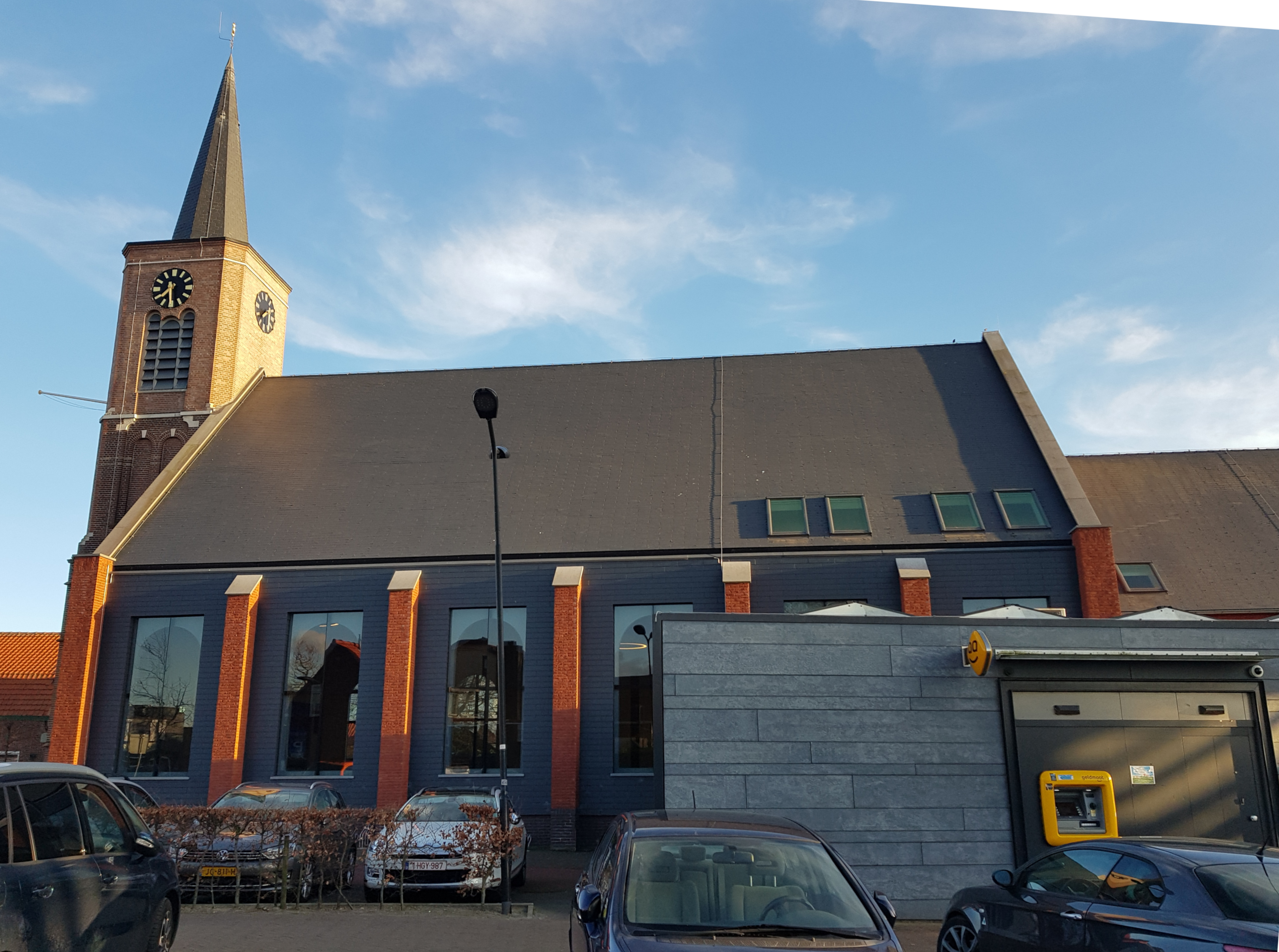
Nederlands Hervormde kerk anno 2022
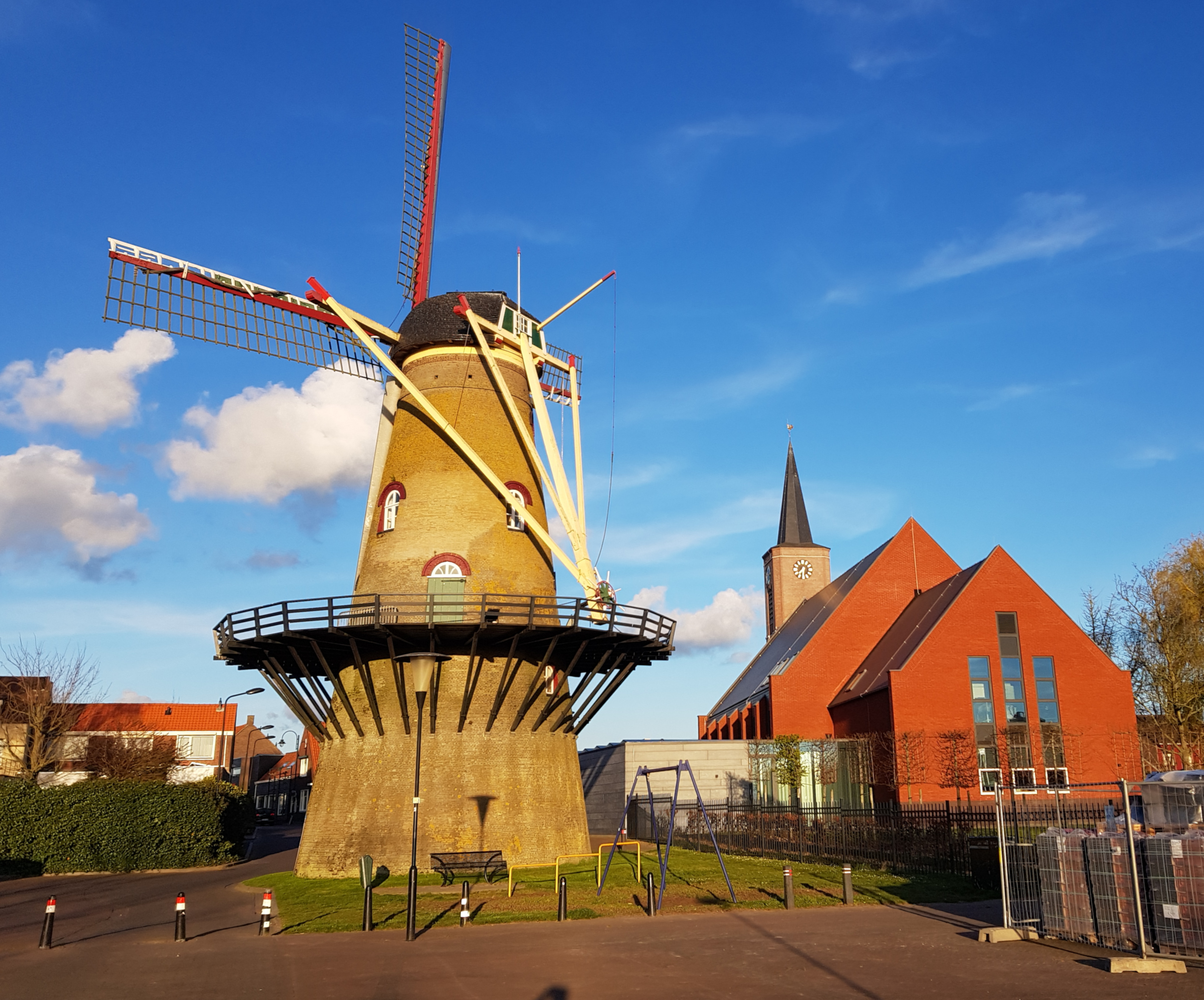
Kerk en molen
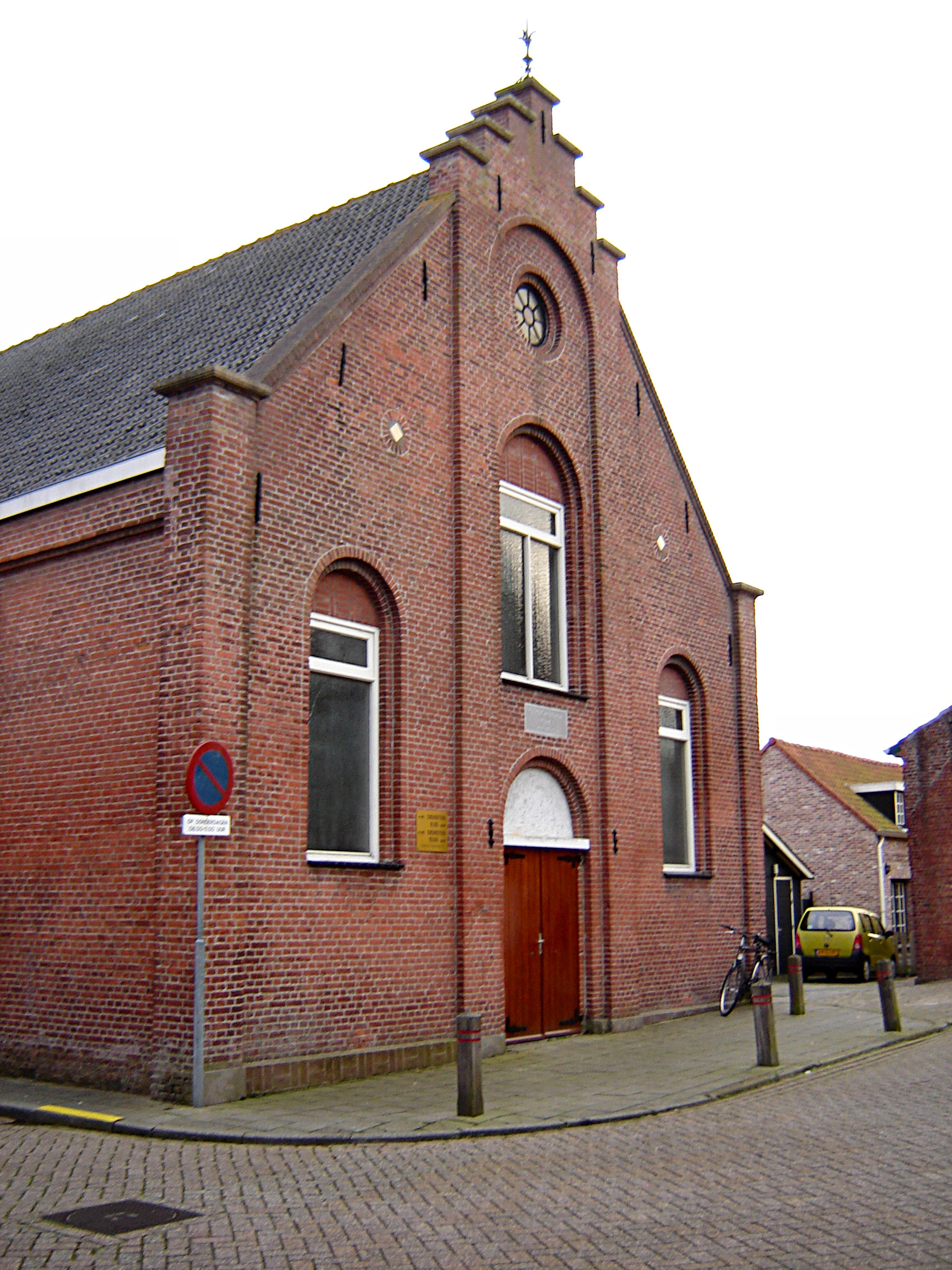
Nederlandse Gereformeerde kerk
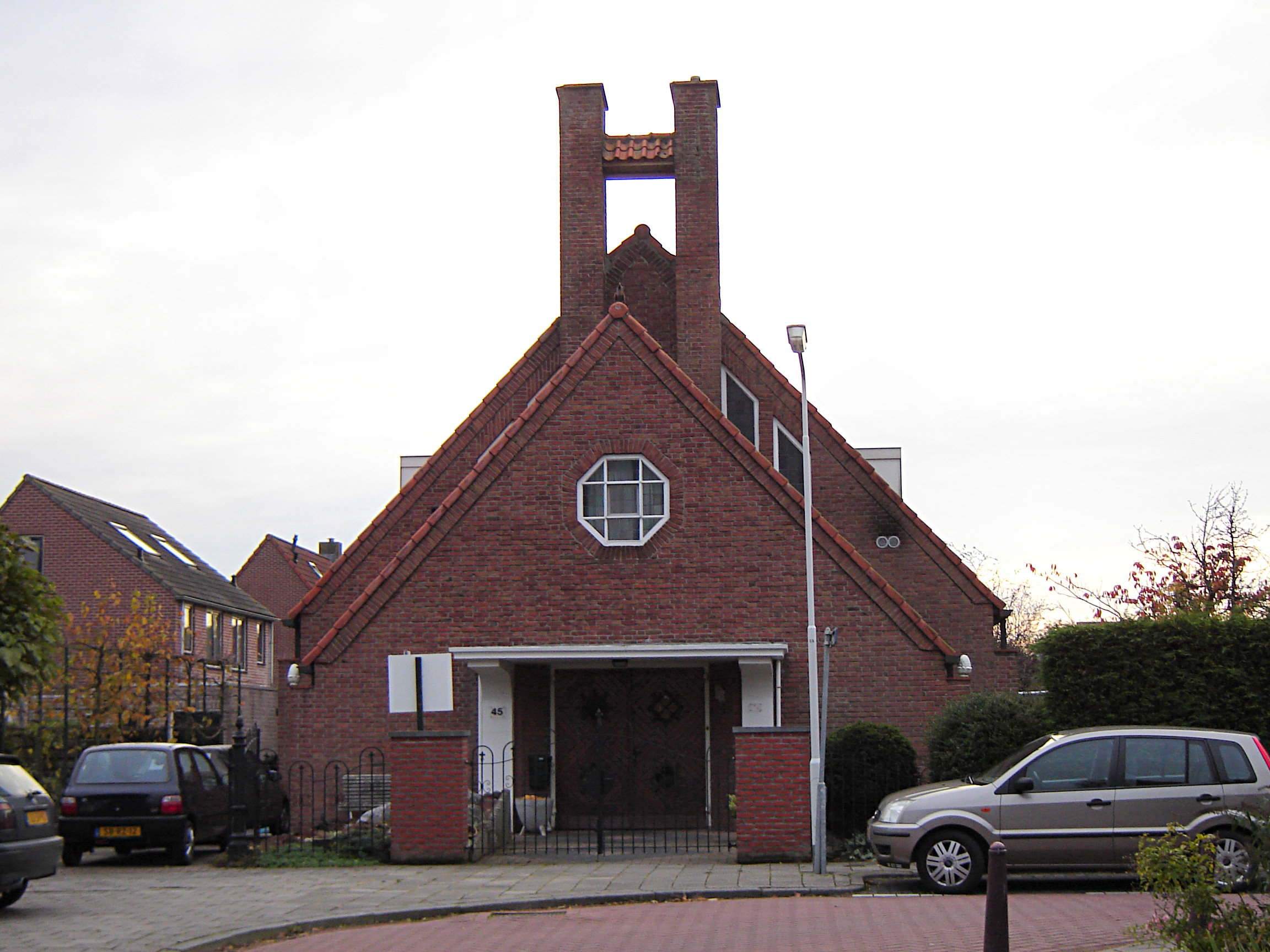
tot woonhuis verbouwde Gereformeerde kerk
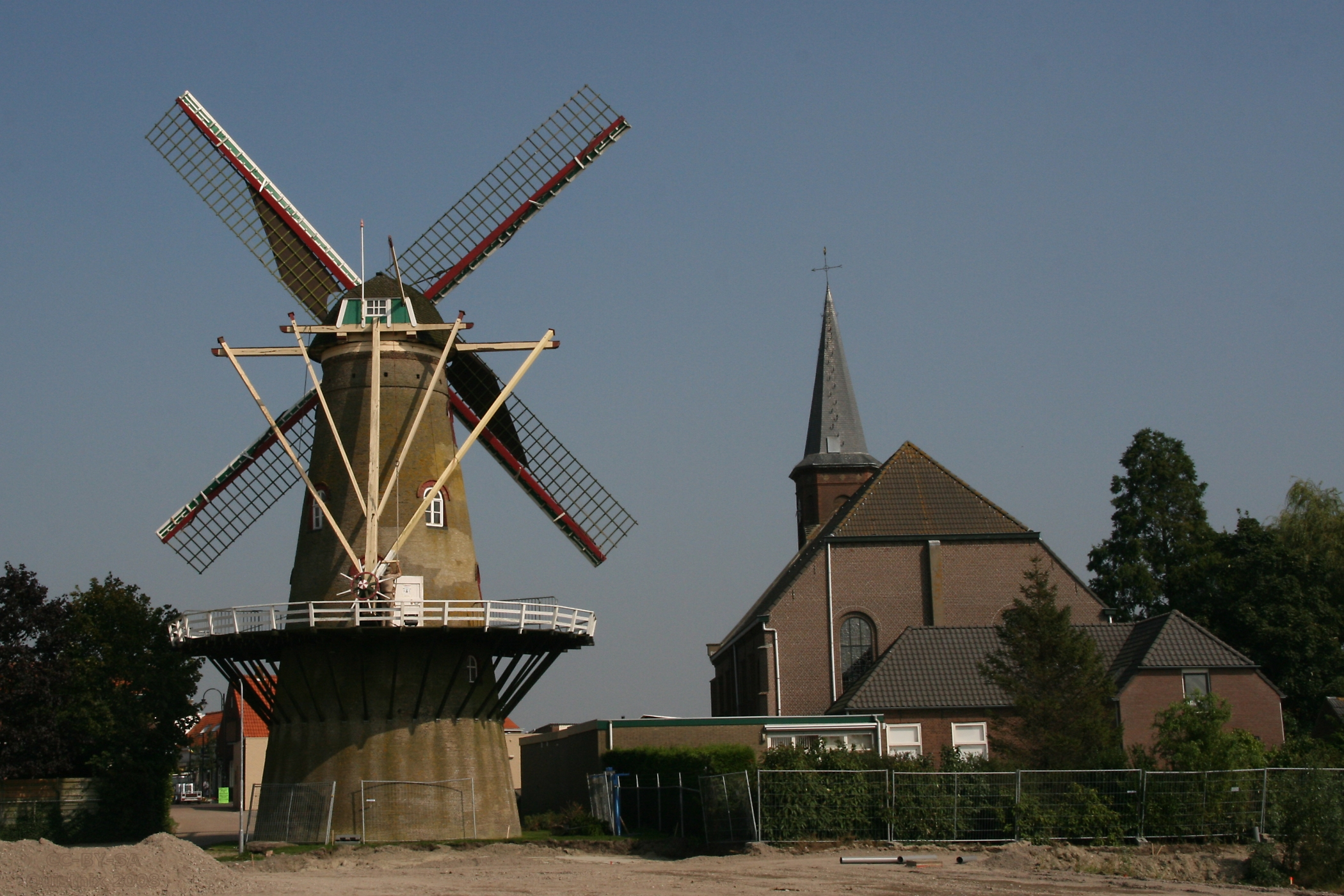
Stellingmolen Windlust

## Nabijgelegen kernen
Philippine, Terneuzen, Biervliet